# Luis Hasa
Luis Hasa (ur. 6 stycznia 2004 w  Sora, we Włoszech) – włoski piłkarz występujący na pozycji pomocnika we włoskim klubie Napoli, reprezentant Włoch U21. 

## Sukcesy
- Drużynowo: w 2023 wygrał z reprezentacją Włoch U19 Mistrzostwo Europy U19. W 2025 wygrał z Napoli Serie A.
- Indywidualnie: w 2023 został wybrany najlepszym zawodnikiem Mistrzostw Europy U19